# Teres major
Teres major (Latin teres betyder 'rundet') er en muskel i den øvre ekstremitet, og en af de syv scapulahumerale muskler. Det er en tyk og anelse flad muskel, innerveret af den nedre subscapulare nerve (C5 og C6).
| Anatomi | Spire Denne artikel om anatomi er en spire som bør udbygges. Du er velkommen til at hjælpe Wikipedia ved at udvide den. |